# Colobe roux du Cameroun
Piliocolobus preussi
Espèce
Synonymes
- Procolobus badius preussi (Maatschie, 1900)[1]
- Procolobus preussi (Matschie, 1900)[2] [1]

Répartition géographique
Statut de conservation UICN

 CR A2cd : 
En danger critique
Statut CITES
Le Colobe roux du Cameroun est une espèce qui fait partie des Primates de la famille des Cercopithecidae. Ce singe est un colobe endémique du Cameroun, en danger critique de disparition.

## Habitat et répartition

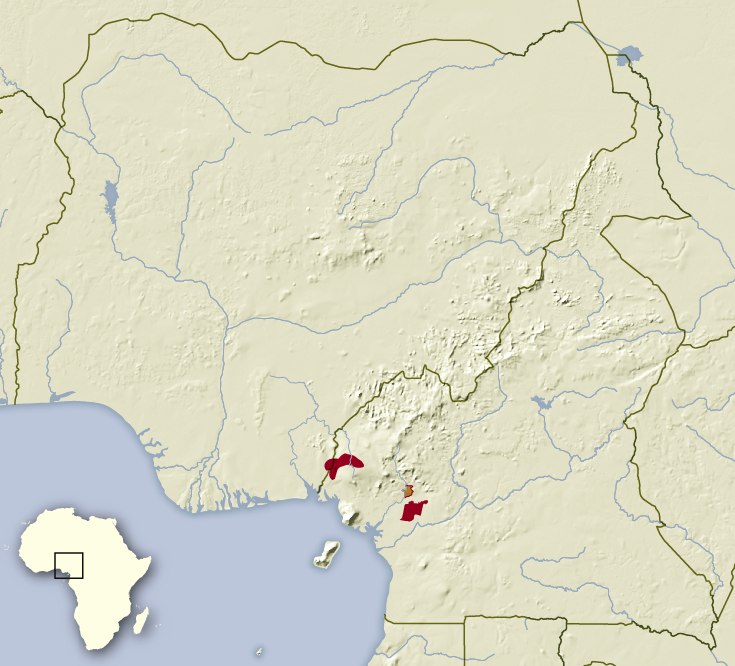
Carte de répartition en Afrique autour du Golfe de Guinée, essentiellement au Cameroun.

## Classification
L'espèce Piliocolobus preussi a été décrite pour la première fois en 1900 par le zoologiste allemand Paul Matschie (1861-1926). 
Cette espèce du genre Piliocolobus fait partie des Primates de la famille des Cercopithecidae. Des auteurs l'ont parfois reclassée dans le genre Procolobus, éventuellement comme sous-espèce du Colobe bai (P. badius),.